# (32289) 2000 QR4
2000 QR4 (asteroide 32289) é um asteroide da cintura principal. Possui uma excentricidade de 0.02292290 e uma inclinação de 10.06757º.
Este asteroide foi descoberto no dia 24 de agosto de 2000 por LINEAR em Socorro.